# جنگل‌های مخلوط سرماتیک
جنگل‌های مخلوط سرماتیک (به لاتین: Sarmatic mixed forests) یک منطقهٔ مسکونی و جنگل در روسیه است.